# På nåd och onåd
På nåd och onåd (originaltitel Tender Mercies) är en amerikansk dramafilm från 1983, regisserad av Bruce Beresford.

## Handling
Mac Sledge är en alkoholiserad countrysångare som vaknar upp på ett motellrum i Texas. Han träffar ägarinnan, den unga änkan Rosa Lee som är ensamstående sin unge son Sonny. Hon erbjuder Mac jobb och husrum på villkoret att han håller sig nykter när han arbetar. De två börjar få känslor för varandra, speciellt när de sitter tillsammans på kvällarna och berättar historier för varann ur sina liv. Mac bestämmer sig för att sluta dricka och börja ett nytt liv.

## Utmärkelser
Filmen fick två Oscar, för bästa manliga huvudroll och bästa manus.

## Rollista
- Robert Duvall - Mac Sledge
- Tess Harper - Rosa Lee
- Betty Buckley - Dixie
- Wilford Brimley - Harry
- Ellen Barkin - Sue Anne
- Allan Hubbard - Sonny
- Lenny von Dohlen - Robert
- Paul Gleason - Reporter
- Michael Crabtree - Lewis Menefee